# FIM–92 Stinger

A Stinger egy ember által hordozható légvédelmi rakéta (MANPAD), amelyet az amerikai Raytheon vállalat fejleszt és gyárt. A világ egyik legelterjedtebb légelhárító fegyverének hatótávolsága mintegy 8 km és 3800 méteres magasságig hatásos. Eddig legalább 270 légijármű igazolt lelövése fűződik a nevéhez, így a Stinger az egyik legsikeresebb légvédelmi rakéta napjainkban. Jelenleg 19 ország hadereje alkalmazza.

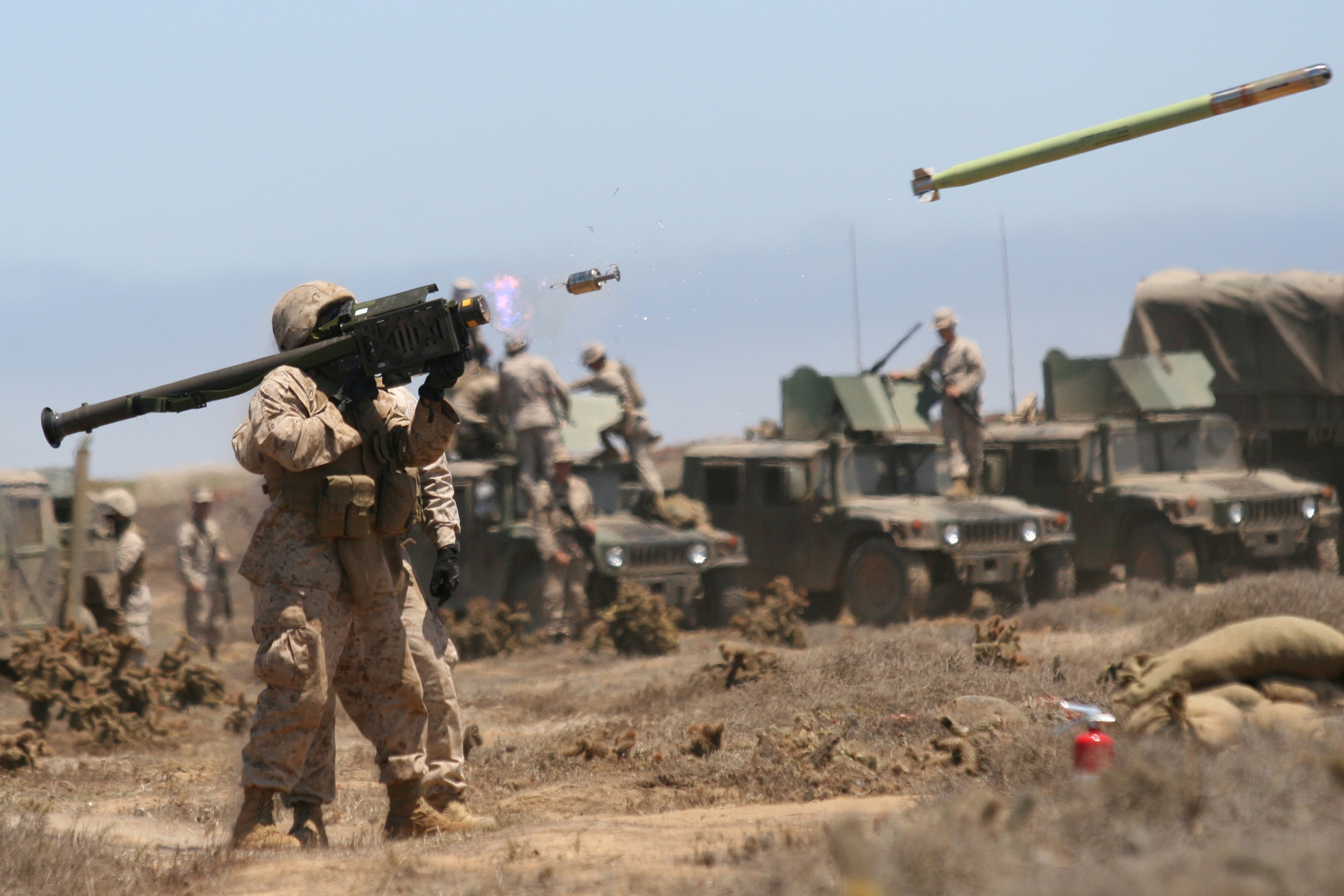
A Stinger rakéta indítása
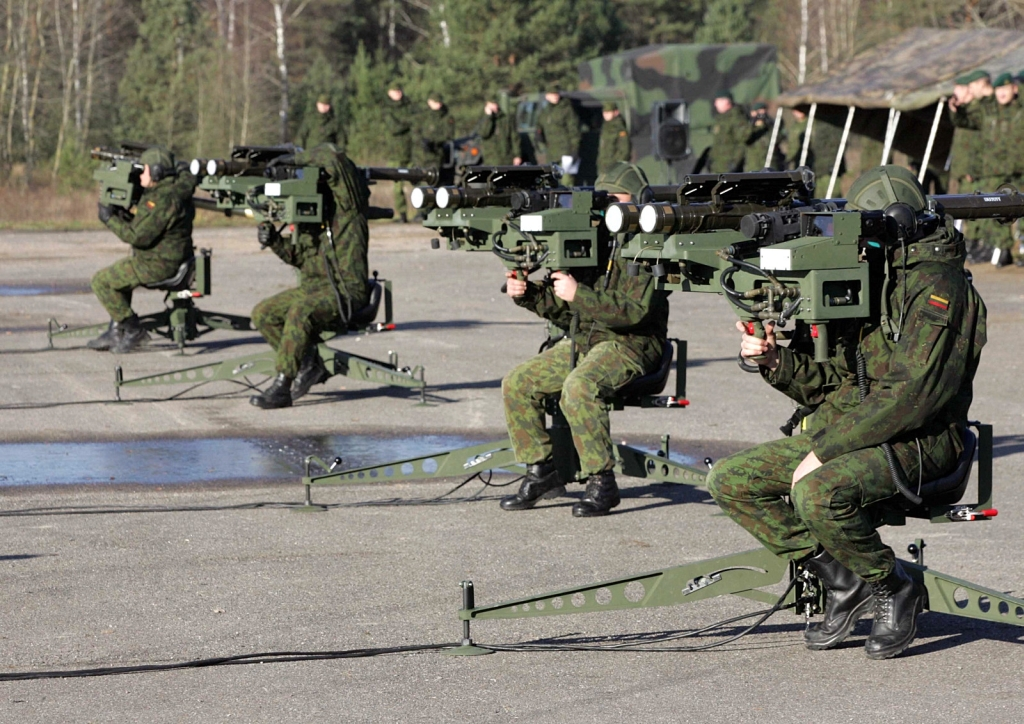
Állványra telepített dupla indító litván szolgálatban
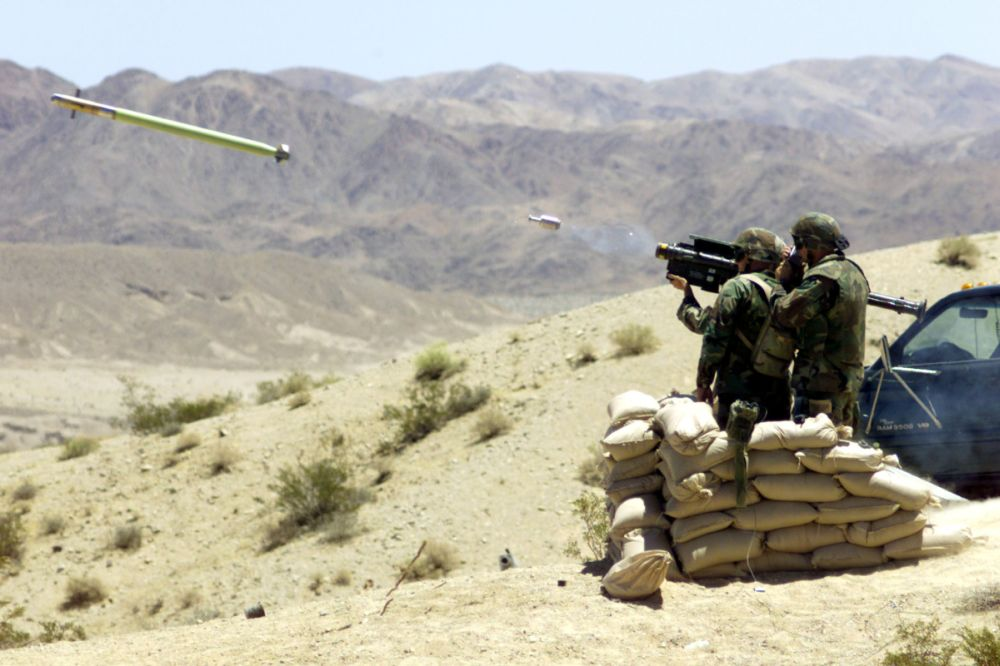
Indítás
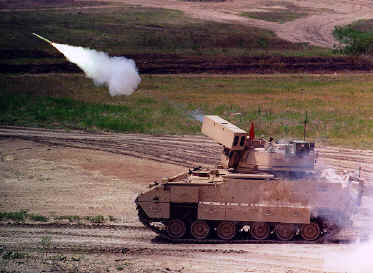
M6-os harcjárműről indítva
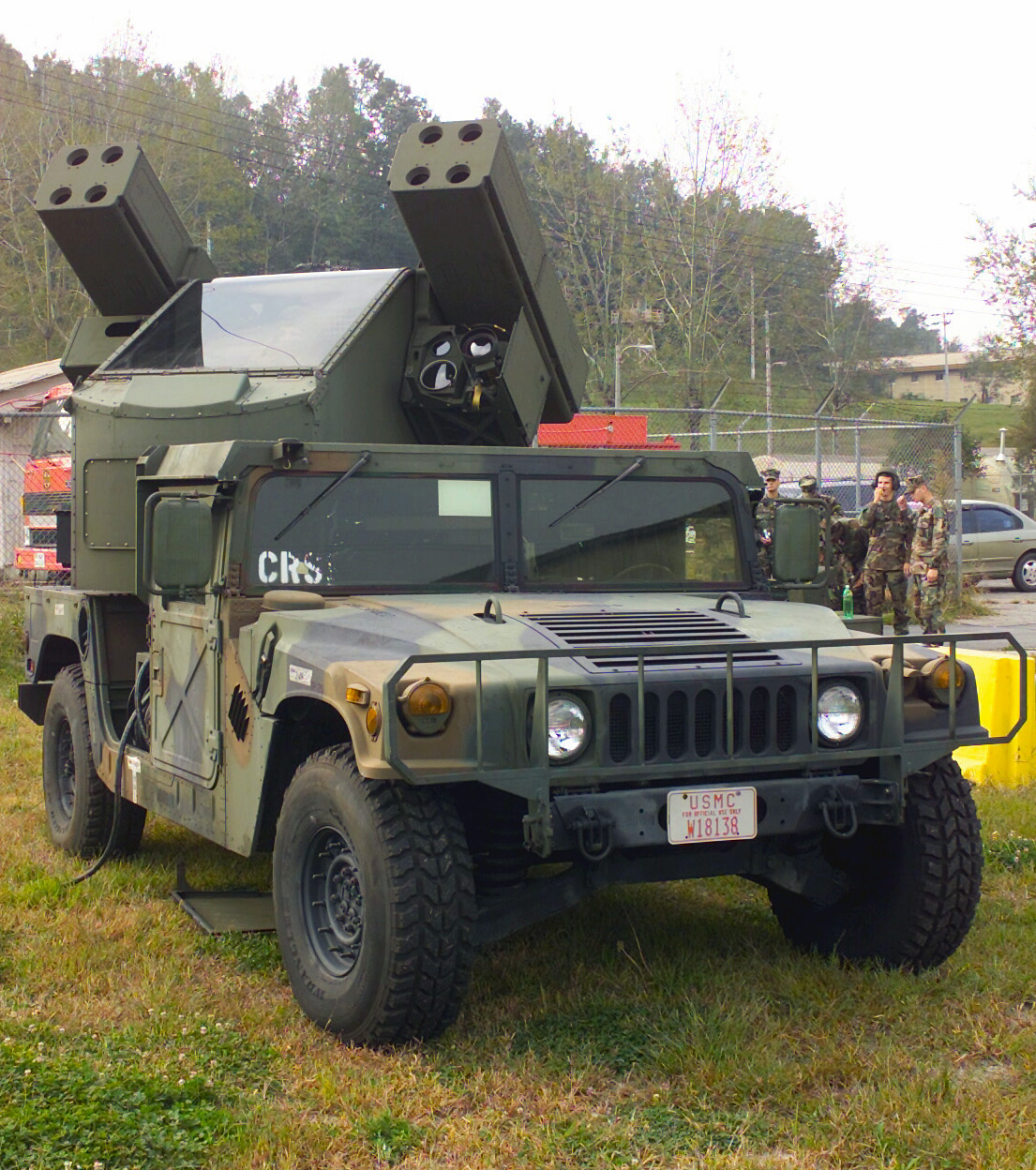
M1097 Avenger: Stinger négy keréken